# Mysateles
Mysateles (Lesson, 1842) è un genere di roditori della famiglia dei Capromiidi.

## Descrizione

### Dimensioni
Al genere Mysateles appartengono roditori di grandi dimensioni, con lunghezza della testa e del corpo tra 305 e 430 mm, la lunghezza della coda tra 210 e 340 mm e un peso fino a 1,9 g.

### Caratteristiche craniche e dentarie
Il cranio è lungo ed appiattito, presenta creste post-orbitali ben sviluppate e una bolla timpanica prominente. L'arcata zigomatica è relativamente sottile, il foro infra-orbitale è privo di una canale accessorio per la trasmissione dei vasi sanguigni e dei nervi. I denti masticatori hanno due profonde rientranze sul lato esterno e una su quello interno. 
Sono caratterizzati dalla seguente formula dentaria:

### Aspetto
L'aspetto è quello di un grosso ratto ricoperto di una pelliccia ruvida, le parti dorsali sono nerastre con dei riflessi giallognoli e rossicci, mentre le parti ventrali sono biancastre o brunastre, in particolar modo nella parte posteriore. Le zampe anteriori hanno quattro dita, con il pollice piccolo, i piedi sono larghi, hanno cinque dita con l'alluce di lunghezza media e il quinto dito più lungo. tutte le dita sono munite di grossi artigli. La coda è lunga più della metà della testa e del corpo, è parzialmente prensile ed è ricoperta densamente di peli rossastri brillanti o marroni.

## Distribuzione
Si tratta di roditori arboricoli diffusi su Cuba ed alcune piccole isole vicine.

## Tassonomia
Il genere comprende le seguenti specie.
- Mysateles garridoi
- Mysateles jaumei†
- Mysateles meridionalis
- Mysateles prehensilis